# Arajuno
Arajuno ist eine Ortschaft und die einzige Parroquia urbana im Kanton Arajuno der ecuadorianischen Provinz Pastaza. Die Parroquia besitzt eine Fläche von 638,9 km². Beim Zensus 2010 wurden 3806 Einwohner gezählt. Davon lebten 1290 Einwohner im Hauptort. Der Ort Arajuno besitzt einen Flugplatz.

## Lage
Die Parroquia Arajuno liegt im Amazonastiefland etwa 30 km östlich der Anden. Der Oberlauf des Río Curaray fließt entlang der südöstlichen Verwaltungsgrenze nach Nordosten. Der Río Arajuno durchquert den westlichen Teil der Parroquia in nördlicher Richtung. Der Río Nushiño entwässert den Nordosten des Gebietes. Der etwa 510 m hoch gelegene Hauptort Arajuno befindet sich 45 km nordöstlich der Provinzhauptstadt Puyo am rechten Flussufer des Río Arajuno. Über eine 60 km lange Nebenstraße ist der Ort mit Puyo verbunden.
Die Parroquia Arajuno grenzt im Norden an die Provinz Napo mit den Parroquias Puerto Napo und Ahuano (beide im Kanton Tena), im Osten und im Südosten an die Parroquia Curaray, im Südwesten an die Parroquia El Triunfo (Kanton Pastaza) sowie im Westen an die Parroquias San José und Santa Clara (beide im Kanton Santa Clara).

## Geschichte
Die Parroquia Arajuno wurde erstmals im Jahr 1944 gegründet. Die Parroquia hatte aber nicht lange bestand. Am 11. April 1965 wurde die Parroquia Arajuno endgültig eingerichtet. Mit der Schaffung des Kantons Arajuno am 25. Juli 1996 wurde Arajuno eine Parroquia urbana und Sitz der Kantonsverwaltung.